# Henrik av Battenberg

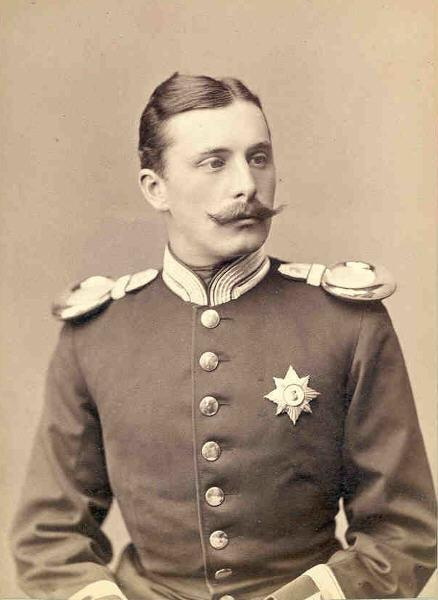
Henrik av Battenberg.

Henrik (tyska: Heinrich, engelska: Henry) Moritz av Battenberg, född 5 oktober 1858 i Milano, död 20 januari 1896, var en tysk-brittisk kunglighet. Han var son till prins Alexander av Hessen-Darmstadt och dennes hustru Julia von Haucke. 
Eftersom föräldrarnas äktenskap var morganatiskt blev Heinrich först inte prins eller kunglig höghet, utan bara greve av Battenberg. Senare samma år som Heinrich föddes blev hans mor Julia dock utnämnd till hennes högvälborenhet prinsessan av Battenberg, och då blev Henrik och hans syskon också högvälborna prinsar av Battenberg.
Henrik fick militär utbildning och blev officer i den preussiska armén. 

## Äktenskap
Prins Henrik förlovade sig 1884 med prinsessan Beatrice av Storbritannien, drottning Viktorias yngsta dotter. Drottningen satte sig länge emot förlovningen, men till slut gav hon Beatrice och Henrik tillstånd att gifta sig, på villkor att de bosatte sig i Storbritannien. Bröllopet stod den 25 juli 1885, och det nyblivna äkta paret utnämndes till deras kungliga högheter prinsen och prinsessan Henrik av Battenberg. Henrik blev överste i den brittiska armén och guvernör av Isle of Wight.

## Barn
- Alexander (1886–1960), sedermera markis av Carisbrooke.
- Victoria Eugenia (1887–1969), sedermera drottning av Spanien.
- Leopold (1889–1922), som var blödarsjuk och dog under en operation.
- Maurice (1891–1914), som stupade i Belgien under det första världskriget.

## Död
I november 1895 lämnade Henrik Storbritannien för att delta i de då pågående striderna i Västafrika. Han drabbades vid ankomsten av malaria, och avled i januari 1896. Han begravdes på Isle of Wight.